# Chat Masala

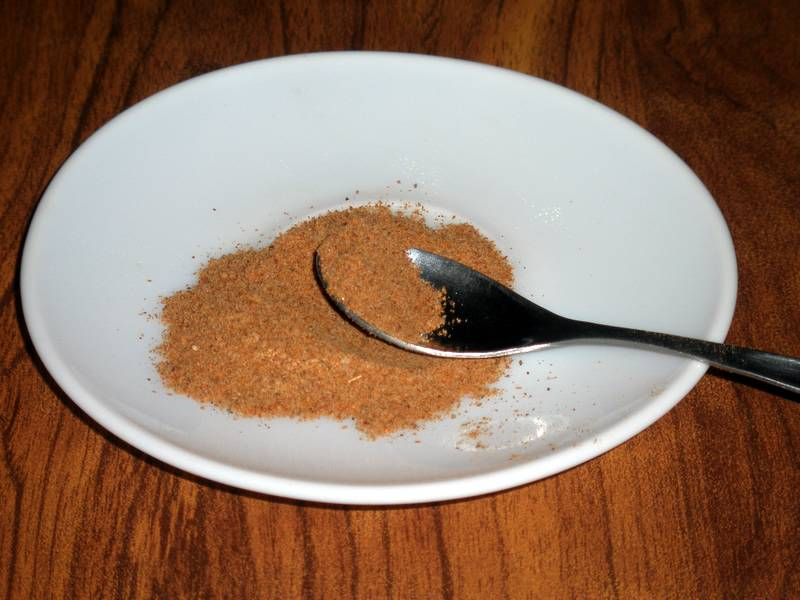
Chat masala

Chat Masala (Hindi चाट मसाला cāṭ masālā, auch Chaat Masala) ist eine trockene Gewürzmischung (Masala) der indischen Küche. Der Geschmack ist würzig und leicht säuerlich.

## Zusammensetzung
Chat Masala setzt sich typischerweise aus folgenden Gewürzen zusammen: Amchoor (Mangopulver), Asafoetida, Kreuzkümmel, Granatapfelsamen, Ingwer, Kala Namak (schwarzes Salz), Koriander, Paprika, schwarzer Pfeffer und Salz.

## Verwendung in der Küche
Es wird hauptsächlich für Salate (häufig in Verbindung mit Zitronensaft und Joghurt), Chat, Obst, Chutneys, Raitas, Lassis, indische Limonade und Süßspeisen verwendet. Es wird auch für Dal und (seltener) für Currys benutzt.